# Puchar Polski w piłce siatkowej mężczyzn (2010/2011)
Puchar Polski w piłce siatkowej mężczyzn 2010/2011 - 54. sezon rozgrywek o siatkarski Puchar Polski odbywający się od 1932 roku. 

## System rozgrywek
Rozgrywki składały się z 5 rund wstępnych, w których wystąpiły zespoły z I, II i III lig. Drużyny, które zwyciężyły w 5. rundzie zagrały w VI rundzie razem z zespołami z Plusligi z miejsc 5-10. po 9. kolejkach rundy zasadniczej. W ćwierćfinałach rozstawione były kolejne 4 najlepsze zespoły Plusligi.

## Drużyny uczestniczące
| Plusliga 10 drużyn          | Plusliga 10 drużyn | Plusliga 10 drużyn |
| --------------------------- | ------------------ | ------------------ |
| Jastrzębski Węgiel          | ćwierćfinał        |                    |
| AZS UWM Olsztyn             | 6. runda           |                    |
| Domex Tytan AZS Częstochowa | półfinał           |                    |
| PGE Skra Bełchatów          | zwycięzca          |                    |
| ZAKSA Kędzierzyn-Koźle      | finał              |                    |
| AZS Politechnika Warszawska | ćwierćfinał        |                    |
| Asseco Resovia              | półfinał           |                    |
| Delecta Bydgoszcz           | ćwierćfinał        |                    |
| Pamapol Siatkarz Wieluń     | 6. runda           |                    |
| Fart Kielce                 | 6. runda           |                    |

| I liga 12 drużyn           | I liga 12 drużyn | I liga 12 drużyn |
| -------------------------- | ---------------- | ---------------- |
| BBTS Bielsko-Biała         | 4. runda         |                  |
| Avia Świdnik               | 3. runda         |                  |
| GTPS Gorzów Wielkopolski   | ćwierćfinał      |                  |
| Energetyk Jaworzno         | 6. runda         |                  |
| AZS Stal Nysa              | 3. runda         |                  |
| Trefl Gdańsk               | 3. runda         |                  |
| Ślepsk Suwałki             | 5. runda         |                  |
| Pekpol Ostrołęka           | 3. runda         |                  |
| Jadar Radom                | 4. runda         |                  |
| Joker Rodło Piła           | 4. runda         |                  |
| MKS MOS Interpromex Będzin | 5. runda         |                  |
| Orzeł Międzyrzecz          | 3. runda         |                  |

| niższe ligi 11 drużyn    | niższe ligi 11 drużyn |
| ------------------------ | --------------------- |
| Pronar Parkiet Hajnówka  | 2. runda              |
| KS Camper Wyszków        | 1. runda              |
| KPS Siedlce              | 3. runda              |
| TKS Siatkarz Jarocin     | 1. runda              |
| Krispol Września         | 3. runda              |
| MKS Cuprum Mundo Lubin   | 2. runda              |
| LKS Czarni Wirex Rząśnia | 2. runda              |
| MKS Wisłok Strzyżów      | 1. runda              |
| KS Wanda Instal Kraków   | 3. runda              |
| Juvenia Głuchołazy       | 4. runda              |
| TKS Kombud Tychy         | 2. runda              |

## Rozgrywki

### I runda
| Data       | Drużyna 1                | Wynik | Drużyna 2              | Sety                              |
| ---------- | ------------------------ | ----- | ---------------------- | --------------------------------- |
| 11.09.2010 | Pronar Parkiet Hajnówka  |       | wolny los              |                                   |
| 11.09.2010 | KS Camper Wyszków        | 2:3   | KPS Siedlce            | 16:25, 25:20, 25:19, 22:25, 18:20 |
| 11.09.2010 | TKS Siatkarz Jarocin     | 0:3   | Krispol Września       | 21:25, 16:25, 15:25               |
| 11.09.2010 | MKS Cuprum Mundo Lubin   |       | wolny los              |                                   |
| 11.09.2010 | LKS Czarni Wirex Rząśnia |       | wolny los              |                                   |
| 11.09.2010 | MKS Wisłok Strzyżów      | 1:3   | KS Wanda Instal Kraków | 15:25, 25:14, 17:25, 17:25        |
| 11.09.2010 | Juvenia Głuchołazy       |       | wolny los              |                                   |
| 11.09.2010 | TKS Kombud Tychy         |       | wolny los              |                                   |

### II runda
| Data       | Drużyna 1                | Wynik | Drużyna 2               | Sety                              |
| ---------- | ------------------------ | ----- | ----------------------- | --------------------------------- |
| 18.09.2010 | KPS Siedlce              | 3:0   | Pronar Parkiet Hajnówka | 25:11, 25:21, 25:11               |
| 18.09.2010 | Krispol Września         | 3:2   | MKS Cuprum Mundo Lubin  | 24:26, 25:19, 25:14, 20:25, 15:13 |
| 18.09.2010 | LKS Czarni Wirex Rząśnia | 2:3   | KS Wanda Instal Kraków  | 22:25, 18:25, 25:21, 25:18, 15:17 |
| 18.09.2010 | TKS Kombud Tychy         | 0:3   | Juvenia Głuchołazy      | 17:25, 18:25, 24:26               |

### III runda
| Data       | Drużyna 1                    | Wynik | Drużyna 2             | Sety                              |
| ---------- | ---------------------------- | ----- | --------------------- | --------------------------------- |
| 13.10.2010 | Pekpol Ostrołęka             | 1:3   | Ślepsk Suwałki        | 19:25, 25:19, 24:26, 18:25        |
| 13.10.2010 | KPS Siedlce                  | 1:3   | Jadar Radom           | 20:25, 19:25, 25:22, 22:25        |
| 13.10.2010 | Rajbud GTPS Gorzów Wlkp.     | 3:0   | Trefl Gdańsk          | 29:27, 25:21, 25:16               |
| 13.10.2010 | Krispol Września             | 0:3   | Joker Rodło Piła      | 22:25, 19:25, 21:25               |
| 13.10.2010 | MKS MOS Interpromex Będzin   | 3:2   | ASPS Avia Świdnik     | 25:18, 25:23, 22:25, 18:25, 15:13 |
| 13.10.2010 | KS Wanda Instal Kraków       | 2:3   | BBTS Bielsko-Biała    | 22:25, 25:21, 27:25, 24:26, 12:15 |
| 13.10.2010 | Juvenia Głuchołazy           | 3:1   | MOW Orzeł Międzyrzecz | 14:25, 25:19, 25:23, 26:24        |
| 13.10.2010 | MCKiS PKE Energetyk Jaworzno | 3:2   | Stal AZS PWSZ Nysa    | 16:25, 25:21, 25:19, 21:25, 15:11 |

### IV runda
| Data       | Drużyna 1                  | Wynik | Drużyna 2                    | Sety                       |
| ---------- | -------------------------- | ----- | ---------------------------- | -------------------------- |
| 27.10.2010 | Ślepsk Suwałki             | 3:1   | Jadar Radom                  | 26:24, 23:25, 26:24, 25:16 |
| 27.10.2010 | Rajbud GTPS Gorzów Wlkp.   | 3:0   | Joker Rodło Piła             | 25:18, 25:14, 25:20        |
| 27.10.2010 | MKS MOS Interpromex Będzin | 3:1   | BBTS Bielsko-Biała           | 25:22, 23:25, 25:18, 25:16 |
| 27.10.2010 | Juvenia Głuchołazy         | 1:3   | MCKiS PKE Energetyk Jaworzno | 25:21, 17:25, 18:25, 14:25 |

### V runda
| Data       | Drużyna 1                    | Wynik | Drużyna 2                    | Sety                              |
| ---------- | ---------------------------- | ----- | ---------------------------- | --------------------------------- |
| 24.11.2010 | Ślepsk Suwałki               | 1:3   | Rajbud GTPS Gorzów Wlkp.     | 25:20, 21:25, 19:25, 19:25        |
| 08.12.2010 | Rajbud GTPS Gorzów Wlkp.     | 3:2   | Ślepsk Suwałki               | 25:22, 22:25, 17:25, 25:16, 15:11 |
|            |                              |       |                              |                                   |
| 24.11.2010 | MKS MOS Interpromex Będzin   | 2:3   | MCKiS PKE Energetyk Jaworzno | 21:25, 25:23, 25:19, 22:25, 11:15 |
| 08.12.2010 | MCKiS PKE Energetyk Jaworzno | 3:1   | MKS MOS Interpromex Będzin   | 25:23, 22:25, 25:14, 25:22        |

### VI runda
| Data       | Drużyna 1          | Wynik | Drużyna 2                   | Sety                             |
| ---------- | ------------------ | ----- | --------------------------- | -------------------------------- |
| 22.12.2010 | GTPS Gorzów Wlkp.  | 3:2   | Fart Kielce                 | 28:26, 19:25, 25:22, 18:25, 15:9 |
| 22.12.2010 | AZS UWM Olsztyn    | 0:3   | AZS Politechnika Warszawska | 20:25, 14:25, 16:25              |
| 22.12.2010 | Jastrzębski Węgiel | 3:2   | Pamapol Wieluń              | 25:23, 19:25, 21:25, 25:23, 15:9 |
| 22.12.2010 | Energetyk Jaworzno | 0:3   | Delecta Bydgoszcz           | 21:25, 19:25, 16:25              |

### Ćwierćfinały
| Data                 | Drużyna 1                   | Wynik                | Drużyna 2            | Sety                       |
| Nowy Dwór Mazowiecki | Nowy Dwór Mazowiecki        | Nowy Dwór Mazowiecki | Nowy Dwór Mazowiecki | Nowy Dwór Mazowiecki       |
| -------------------- | --------------------------- | -------------------- | -------------------- | -------------------------- |
| 20.01.2010           | Skra Bełchatów              | 3:0                  | GTPS Gorzów Wlkp.    | 25:16, 25:18, 25:21        |
| 20.01.2010           | Delecta Bydgoszcz           | 0:3                  | AZS Częstochowa      | 20:25, 15:25, 19:25        |
| Legionowo            |                             |                      |                      |                            |
| 20.01.2010           | AZS Politechnika Warszawska | 1:3                  | Resovia Rzeszów      | 21:25, 25:22, 22:25, 23:25 |
| 20.01.2010           | ZAKSA Kędzierzyn-Koźle      | 3:1                  | Jastrzębski Węgiel   | 26:24, 25:22, 19:25, 25:22 |

### Półfinały
| Data       | Drużyna 1              | Wynik | Drużyna 2       | Sety                       |
| ---------- | ---------------------- | ----- | --------------- | -------------------------- |
| 23.02.2011 | Skra Bełchatów         | 3:1   | Resovia Rzeszów | 25:15, 25:22, 30:32, 25:16 |
| 23.02.2011 | ZAKSA Kędzierzyn-Koźle | 3:1   | AZS Częstochowa | 21:25, 25:23, 25:23, 25:18 |

### Finał
| Data       | Drużyna 1              | Wynik | Drużyna 2      | Sety                |
| ---------- | ---------------------- | ----- | -------------- | ------------------- |
| 24.02.2011 | ZAKSA Kędzierzyn-Koźle | 0:3   | Skra Bełchatów | 19:25, 24:26, 18:25 |